# Apatemon gracilis
Apatemon gracilis är en plattmaskart. Apatemon gracilis ingår i släktet Apatemon och familjen Strigeidae. Inga underarter finns listade i Catalogue of Life.